# 花鬘 (三國)
花鬘（拼音：huā mán）是出現於京劇《龍鳳巾》（溥緒從昆腔翻成皮黃腔，故又名化外奇緣）中的三國虛構人物，南蠻王孟獲與祝融夫人之女，關索之妻。

## 簡介
在戲曲中，諸葛亮征討南蠻王孟獲時，花鬘曾與關索交鋒，但失敗墜馬。關索不忍殺之，縱其歸營。旋後關索戰敗被俘，兩造互生愛意，但礙於敵對身份，雙方只得私訂婚約。而後花鬘反遭蜀營所擒，兩營藉此走馬換將。直至降服孟獲，諸葛亮知曉此情而深受感動，故主持婚姻使之共結連理。近年來，花鬘在各類三國題材的遊戲中出現，已漸為人所知曉。

## 考據
在三國志及三國演義中均未提及花鬘，僅記載於京劇《龍鳳巾》內。另在關銀屏的民間傳說中，其名為花中秀，是為關索之妾，與關索之妻鮑三娘、王桃、王悅皆被納入關銀屏旗下的女兵營。而在明朝成化年間出版的說唱詞話《花關索傳》中，關索娶了鮑三娘以及王桃、王悅姊妹共三人，全篇皆未提及花鬘。